# Майкл Молс
Майкл Молс (нід. Michael Mols, нар. 17 грудня 1970, Амстердам) — нідерландський футболіст, що грав на позиції півзахисника за низку нідерландських клубів, шотландський «Рейнджерс», а також національну збірну Нідерландів.

## Клубна кар'єра
Народився 17 грудня 1970 року в Амстердамі. Вихованець футбольної школи клубу «Аякс». З 1990 року почав залучатися до основної команди цього клубу, в якій, утім, у матчах чемпіонату так й не дебютував. 
Згодом з 1991 по 1999 рік грав у складі команд клубів «Камбюр», «Твенте» та «Утрехт».
Своєю грою за останню команду привернув увагу представників тренерського штабу шотландського «Рейнджерс», до складу якого приєднався 1999 року. Відіграв за команду з Глазго наступні п'ять сезонів своєї ігрової кар'єри. У складі «Рейнджерс» був одним з головних бомбардирів команди, маючи середню результативність на рівні 0,39 голу за гру першості.
Протягом 2004—2007 років захищав кольори клубів «Утрехт» та «АДО Ден Гаг».
Завершив професійну ігрову кар'єру у клубі «Феєнорд», за команду якого виступав протягом 2007—2009 років.

## Виступи за збірну
1995 року дебютував в офіційних матчах у складі національної збірної Нідерландів. Протягом кар'єри у національній команді, яка тривала 5 років, провів у формі головної команди країни 6 матчів.

## Титули і досягнення
- Чемпіон Шотландії (2):

«Рейнджерс»: 1999–00, 2002–03
- Володар Кубка Шотландії (2):

«Рейнджерс»: 2001–02, 2002–03
- Володар Кубка шотландської ліги (2):

«Рейнджерс»: 2001–02, 2002–03
- Володар Кубка Нідерландів (1):

«Феєнорд»: 2007–08